# Петерс, Александр Фёдорович

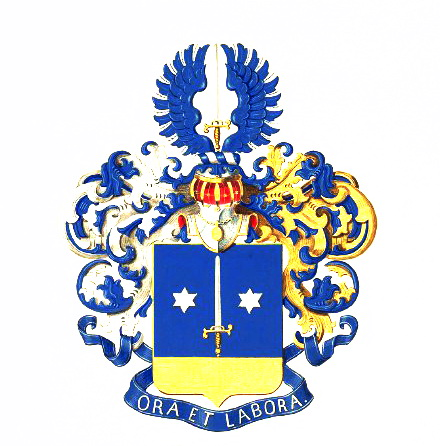
Герб рода Александра Петерса
(внесён в Часть 15 Общего гербовника дворянских родов Всероссийской империи, стр. 75)

Александр Фёдорович (Фридрихович) фон Петерс (1836—1895) — генерал-лейтенант, сенатор, герой русско-турецкой войны 1877—1878 годов, академик Императорской Академии художеств.

## Биография
Родился 25 февраля 1836 года. Образование получил в 3-й Санкт-Петербургской гимназии (1854; серебряная медаль) и Санкт-Петербургском университете.
В военную службу вступил 16 ноября 1859 года вольноопределяющимся в полевую конную артиллерию, 16 июня 1860 года произведён в прапорщики и 19 сентября 1861 года — в подпоручики. 26 августа 1862 года Петерс был произведён в поручики и переведён гвардейскую конную артиллерию с переименованием в подпоручики гвардии.
Пройдя курс наук в Михайловской артиллерийской академии, которую окончил по 1-му разряду, Петерс 2 марта 1864 года был назначен адъютантом товарища генерал-фельдцейхмейстера великого князя Михаила Николаевича. В том же году он принимал участие в подавлении восстания в северо-западных губерниях и был награждён орденом св. Анны 4-й степени.
17 апреля 1866 года был произведён в поручики и 24 декабря, оставаясь в должности адъютанта, перевёлся вместе с великим князем на Кавказ, где тот был назначен Главнокомандующим Кавказской армией. На Кавказе Петерс получил чины штабс-капитана (31 марта 1868 года), капитана (13 октября 1869 года) и полковника (30 сентября 1871 года).
В 1877—1878 годах Петерс принимал участие в военных действиях против турок на Кавказском театре. 13 октября 1877 года за боевые отличия он был произведён в генерал-майоры (со старшинством от 30 августа 1882 года). 28 апреля 1878 года он был награждён орденом св. Георгия 4-й степени
В деле 20-го сентября при занятии горы Б. Ягны явил собою пример мужества и храбрости, воодушевившей все части колонны генерал-лейтенанта Геймана. Он лично повёл 5-ю батарею Кубанского казачьего войска под губительным огнём из неприятельских ретраншаментов и, подведя батарею на самую близкую днстанцию, лично руководил огнём. Весьма меткий огонь этой батареи, а также направленных им 3-й батареи Кавказской греиадерской и 4-й — 39-й артиллерийских бригад, нанеся неприятелю значительные потери, имел решающее значение, и представил возможность овладеть штурмом почти неприступной высотой Б. Ягны.
Также за боевые отличия во время русско-турецкой войны Петерс был награждён золотой саблей с надписью «За храбрость» (28 марта 1878 года) и орденом св. Владимира 3-й степени с мечами (в 1878 году). 14 апреля 1879 года зачислен в Свиту Его Величества.

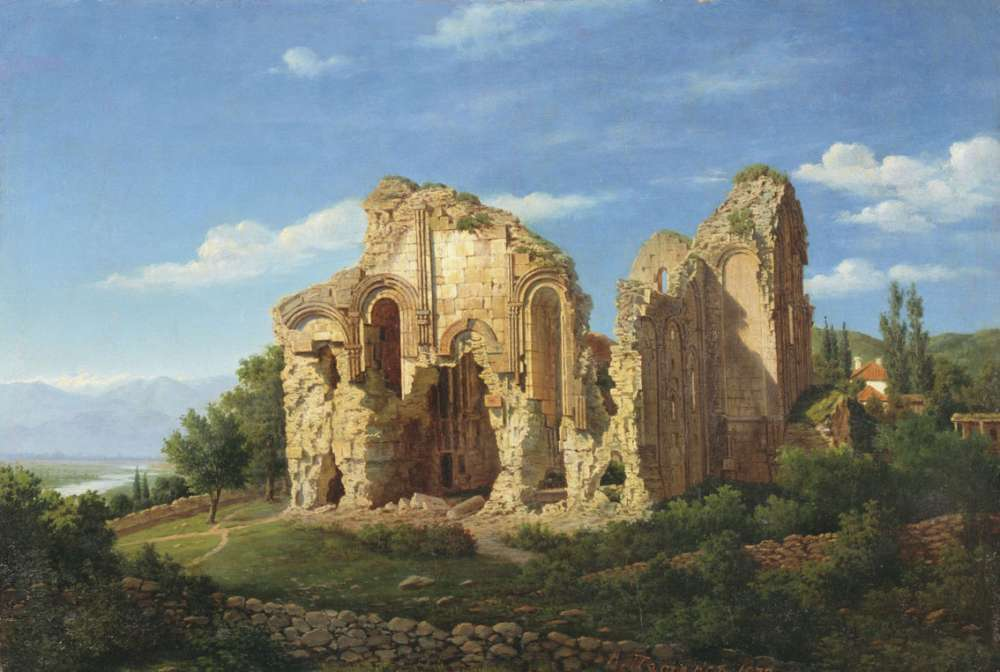
А. Ф. Петерс «Развалины храма Баграта» (1877)

8 ноября 1881 года Петерс был назначен попечителем при великом князе Михаиле Михайловиче, а 8 декабря 1885 года стал членом конференции Михайловской артиллерийской академии. 30 августа 1890 года Петерс был произведён в генерал-лейтенанты и 9 октября того же года назначен сенатором с зачислением по полевой конной артиллерии и Терскому казачьему войску, в Терском войске он был избран почётным казаком станицы Грозненской.
Талантливый художник-любитель. Награждался Императорской Академией художеств: малая поощрительная медаль (1872) за картину «Вид Неаполя», звание классного художника 1-й степени (1881) за картины «Вид Боржомского дворца» и «Первый привет солнца деду Арарату». Получил звание академика (1884) за картину «Пожар столетней ратуши в Ахене».
Скончался 7 июня 1895 года.
Среди прочих наград Петерс имел ордена:
- Орден Святой Анны 4-й степени (1864 год)
- Орден Святой Анны 3-й степени (1866 год)
- Орден Святого Станислава 2-й степени (1868 год)
- Орден Святого Владимира 4-й степени (1873 год)
- Орден Святой Анны 2-й степени (1875 год)
- Золотая сабля с надписью «За храбрость» (28 марта 1878 года)
- Орден Святого Владимира 3-й степени (1878 год)
- Орден Святого Георгия 4-й степени (28 апреля 1878 года)
- Орден Святого Станислава 1-й степени (1881 год)
- Орден Святой Анны 1-й степени (1883 год)
- Орден Святого Владимира 2-й степени (1886 год)